# Коросо, Эдди
Эдди Рой Коросо Олайя (исп. Eddy Roy Corozo Olaya; род. 28 июня 1994[…], Гуаякиль) — эквадорский футболист, полузащитник клуба «Унион Манабита».

## Клубная карьера
Коросо — воспитанник клуба «Эмелек». 5 февраля 2012 года в матче против «Ольмедо» он дебютировал в эквадорской Примере, на 27-й минуте получил жёлтую карточку, а в перерыве был заменён на аргентинца Лусиано Фигероа. 13 августа в поединке против «Барселоны» из Гуаякиль Эдди забил свой первый гол за «Эмелек». В составе клуба Коросо три раза подряд выиграл чемпионат. В начале 2017 года Эдди на правах аренды перешёл в «Ольмедо».

## Международная карьера
В 2011 году Коросо принял участие в домашнем чемпионате Южной Америки. На турнире он сыграл в матчах против команд Боливии, Перу, Бразилии, Колумбии, Парагвая и Уругвая. 
Летом того же года Коросо принял участие в юношеском чемпионате мира в Мексике. На турнире он сыграл в поединке против команды Германии.
В 2013 году в составе молодёжной сборной Эквадора Коросо принял участие в молодёжном чемпионате Южной Америки в Аргентине. На турнире он сыграл в матчах против команд Венесуэлы, Чили, Бразилии и Перу.

## Достижения
«Эмелек»
- Чемпионат Эквадора по футболу — 2013, 2014, 2015